# Chris Byrne (cầu thủ bóng đá)
Christopher Thomas Byrne (sinh ngày 9 tháng 2 năm 1975) là một cựu cầu thủ bóng đá người Anh thi đấu ở vị trí tiền vệ cho nhiều đội bóng ở Football League.